# Космически полет
Космически полет е пътуване в открития космос, което се извършва с космически апарат, който може да бъде или да не бъде пилотиран. Примери за пилотирани космически полети са съветската програма Союз или съвременната Международна космическа станция, а за непилотирани – автоматичните космически сонди, които напускат земната орбита, или комуникационните сателити в орбита около земята. Непилотираните апарати се управляват от разстояние, обикновено от Земята, или са напълно автономни роботи.
Космическите полети се използват за изследване на Космоса, както и за стопански дейности, като космически туризъм или в телекомуникациите. Други техни приложения са космическите обсерватории, разузнавателните спътници и наблюдателните спътници.
Обикновено космическите полети започват с изстрелването на ракета, която осигурява първоначалния тласък за преодоляване на гравитацията и за издигане на космическия апарат от повърхността на Земята. След достигането до открития космос, движението на апарата, с или без собствено задвижване, следва закономерностите на астродинамиката. Някои апарати остават в открития космос за неопределен период от време, други се разрушават при повторно навлизане в атмосферата, а трети достигат до повърхността на планета или естествен спътник.

## История
Първият реалистичен възглед за осъществяване на пътуване в космоса се приписва на Константин Циолковски. Най-известният му труд „на руски: Исследование мировых пространств реактивными приборами“ („Изследване на космическото пространство с помощта на реактивния двигател“) е издаден през 1903 г., но тази теоретична творба не оказва голямо влияние върху научната общност извън Русия.
Космическите полети се превръщат във възможни от инженерна гледна точка след разработката на Робърт Годард от 1919 г., озаглавена „Метод за достигане на пределни височини“. Предложеното от него приложение на дюзата на Лавал в двигатели с течно гориво за ракети дава достатъчен тласък за осъществяване идеята за междупланетно пътуване. Той също така доказва чрез опити в лаборатория, че ракетите ще работят дори когато се намират във вакуума на космоса. Не всички учени по негово време вярвали, че е прав. Изследването на Годард оказва изключително влияние върху Херман Оберт и Вернер фон Браун, които по-късно се превръщат в ключови фигури за осъществяването на космическите полети.
Първата ракета, която достига космическото пространство и се издига на височина над 100 km от повърхостта на Земята, е немската Фау-2 (първият суборбитален космически полет според съвременната терминология). Това се случва през юни 1944 г. Тринайсет години по-късно – на 4 октомври 1957 г., СССР изстрелва Спутник-1, който се превръща в първия изкуствен спътник на Земята. Първият пилотиран космически полет е на Восток 1, осъществен на 12 април 1961 г. от съветския космонавт Юрий Гагарин, който извършва една пълна обиколка на Земята. Основните лица, отговорни за реализирането на мисията Восток 1 на Космическата програма на СССР, са ракетните инженери Сергей Корольов и Керим Керимов.
Ракетите остават единственото средство за достигане до космическото пространство. Другите неракетни технологии за изстрелване в космоса, като свърхзвуковите реактивни самолети, все още не могат да достигнат необходимата за излизане в орбита скорост.

### Значими събития
- 3 октомври 1942 година: Фау-2 – първият обект, конструиран от човека, който стига границата на земната атмосфера (85 км). Следващите ракети трябвало да стигнат височина 120 километра.
- 20 юни  1944 година: Фау-2 достига височна 186 км. и става първият обект, сътворен от човешка ръка, навлязъл в космоса във вертикален полет (т.е. надхвърлил Линия на Карман, граница на космоса, която е 100 км.; става дума за навлизане в космоса, не за обикаляне в орбита около земята - изкуствен спътник).
- 4 октомври 1957 година: изстрелян е първият изкуствен спътник на Земята— Спутник-1. Първа космическа скорост, която е необходима, за да се излезе в орбита около земята, не е било възможно да се достигне с Фау-2.
- 3 ноември 1957 година: изстрелян е първият спътник Спутник-2 с живо същество на борда – кучето Лайка.
- 13 септември 1959 година: първия спътник, който е достигнал повърхността на Луната – Луна 2.
- 7 октомври 1959 година: Луна 3 фотографира обратната страна на Луната.
- 19 август 1960 година: Спутник-5 за първи път се връща на Земята с две живи същества на борда – кучетата Белка и Стрелка.
- 12 април 1961 година: Юрий Гагарин става първият човек в света, извършил полет в космоса. Той извършва с кораба Восток 1 една пълна обиколка на Земята за 108 минути. Думите му при излитане са: „Ну поехали“.
- 5 май 1961 година: Алън Шепърд е първият американец, който е бил в космоса, извършвайки суборбитален полет по параболическа траектория с продължителност по-малко от минута.
- 11-12 август 1962 година: Андриян Николаев на Восток 3 и Павел Попович на Восток 4 извършват първия в света групов космически полет.
- 16 юни 1963 година: Валентина Терешкова става първата жена в космоса.
- 18 март 1965 година: Алексей Леонов напуска кораба Восход 2 и става първият човек, излязъл в открития космос.
- 3 февруари 1966 година: Луна 9 за първи път извършва меко кацане на друго небесно тяло.
- 16 март 1966 година: извършена е първата стиковка в света. Джемини 8 се стикова с непилотиран изкуствен спътник. Стиковката става в ръчен режим.
- 21 декември 1968 година: Аполо 8 напуска за първи път околоземната орбита с трима космонавти на борда.
- 16 юли 1969 година: Аполо 11 прави първото кацане с астронавти на борда на Луната. Нийл Армстронг на 20 юли 1969 г. става първият човек, стъпил на Луната. След него е Баз Олдрин. Астронавта Майкъл Колинз пилотира кораба.
- 15 декември 1971 година: Венера 7 за първи път извършва кацане на друга планета.
- 20 август 1977 година и 5 септември 1977 година са изстреляни два космически апарата –съответно Вояджър 2 и Вояджър 1, които преминавайки близо до отдалечени планети от Слънчевата система я напускат. Те носят позлатена плоча с информация от Земята. На тази плоча се намира и записа на песента „Излел е Делю хайдутин“ на Валя Балканска.
- 10 април 1979 година Георги Иванов, първият български космонавт, излита на борда на космическия кораб Союз 33, заедно с космонавта Николай Рукавишников. Поради технически проблем, те не успяват да се скачат с орбиталната станция Салют-6 и се налага да кацнат аварийно на Земята.
- 7 юни 1988 година Александър Александров, вторият български космонавт, излита на борда на космическия кораб Союз ТМ-5. По време на над 10-дневния си полет той осъществява над 50 експеримента, подготвени от българските учени.
- 20 ноември 1998 година: Със старта на руския модул Заря започва строителството на международната космическа станция МКС, представляваща най-големият изграден изкуствен обект в космоса.

## Фази на космическите полети

### Изстрелване
Изстрелването на ракета с цел космически полет обикновено започва от космодрум, който може да бъде оборудван с комплекси за изстрелване и стартови площадки за вертикално изстрелване на ракети, както и устройства за излитане и кацане на товарни самолети и други летателни апарати. Космодрумите се разполагат на голямо разстояние от населени места от съображения за безопасност. За изстрелване на междуконтинентални балистични ракети се използват различни специални устройства, като подводници и корабни платформи.
Изстрелването обикновено е ограничено до определени времеви прозорци, зависещи от положението на небесните тела и орбитите им спрямо мястото на изстрелване. Най-голямо влияние често оказва самото въртене на Земята. След като бъдат изстреляни, орбитите на летателните апарати обикновено попадат в рамките на относително константни плоски равнини при фиксиран ъгъл спрямо оста на Земята и Земята се върти в същата тази орбита.

### Достигане до космоса
Най-често използваното определение за открит космос е всичко, което се намира отвъд линията на Ка̀рман, която е разположена на 100 km над повърхността на Земята.
Космосът може да бъде достигнат само с ракети. Двигателите на конвенционалните самолети не могат да достигнат космоса поради липсата на кислород. Ракетите използват ракетно гориво, за да постигнат тласък, който да генерира необходимото изменение на скоростта (наричано в орбиталната механика Δv (delta-v)) за достигнане до орбиталното пространство. Задвижващите системи за различни приложения включват:
- Ракети-носители за многократно използване
- SSTO (Single-stage-to-orbit – едностепенна орбитална система)[2]

Пилотираните ракетни мисии обикновено разполагат със системи за катапултиране, за да могат космонавтите да се спасят в случай на катастрофа.
Съществуват много алтернативни идеи за осъществяване на космически полет, като например космически асансьор.

### Излизане от орбита
Достигането до затворена орбита не е от особено значение за лунните и междупланетни полети. Някои от ранните съветски космически апарати успешно достигат до много големи височини, без да навлизат в орбита. По-късно НАСА обмисля изстрелването на апаратите от мисиите Аполо направо към Луната, но в крайна сметка приема стратегията те първо да се изведат временно на околоземна орбита и след няколко обиколки с вторично изгаряне да се изпратят към Луната. За тази цел е нужно допълнително гориво, тъй като временната орбита трябва да има достатъчно висок перигей, за да предотврати връщане на апарата.
От друга страна временната орбита значително опростява планирането на мисиите на Аполо по няколко начина. Тя силно увеличава допустимия стартов прозорец, подобрявайки вероятността за успешно изстрелване. Престоят на временна орбита дава възможност на екипажа и наземния контрол да извършат внимателни проверки на апарата след натоварванията на изстрелването и преди продължителния полет до Луната. При необходимост екипажът може да бъде върнат бързо на Земята или евентуални проблеми да се отстранят от друга мисия до околоземна орбита. Също така при отвъдлунни полети временната орбита дава възможност за избор на траектории, избягващи най-плътните части на радиационния пояс на Ван Алън.
При мисиите Аполо недостатъците на временната орбита са редуцирани, като тя е подбирана колкото се може по-ниска. Например, Аполо 15 използва необичайно ниска, дори в рамките на проекта Аполо, орбита с височина 171 на 169 km. На толкова малка височина се наблюдава значително атмосферно съпротивление, което не е от голямо значение, поради краткия престой, и е донякъде компенсирано чрез непрекъснато изпускане на водород от третата степен на ракетата-носител Сатурн V.
Роботизираните мисии не изискват възможност за прекъсване или минимизиране на радиацията, а съвременните пускови съоръжения успешно се справят и с кратки стартови прозорци, поради което космическите сонди до Луната и планетите от Слънчевата система обикновено се изстрелват по преки траектории.

### Навлизане в атмосферата и приземяване
Космическите апарати в орбита имат голяма кинетична енергия, която трябва да бъде намалена, за да може апаратът да се приземи успешно без да се изпари в атмосферата. Този процес обикновено налага използването на специални методи за защита от аеродинамично нагряване. Според теоретичния модел на обратното навлизане в атмосферата, разработен от Хари Джулиан Алън, по-малко от 1% от кинетичната енергия се трансформира в топлина в апарата, а останалата се разсейва в атмосферата.
Капсулите на американските апарати от сериите Джемини и Аполо са предвидени за приземяване при относително ниски скорости, което се осъществява с помощта на парашути в морето. Съветските капсули за приземяване от програмата Союз използват забавителни ракети, тъй като са предназначени за приземяване на сушата. Совалките се приземяват подобно на самолети, влизайки в контакт със земята под малък ъгъл, но при по-висока скорост.
В някои случаи космическите апарати не са се приземявали самостоятелно, а са улавяни във въздуха от предназначен за целта самолет, докато се спускат в атмосферата с парашут. Този метод е използван при приземяването на разузнавателните спътници от американската програма Корона.

## Практическо използване
Космически обекти се използват за конкретни търговски и военни цели.
- Наблюдателни спътници
- Комуникационни спътници
- Сателитна телевизия
- Сателитна навигация
- Космически туризъм

## Космически страни
Под космическа страна се разбира държава, която е изпращала свои спътници на свои ракети-носители. Има и страни-кандидати, които работят по свои проекти за ракети носители, но не са успешни.

### СССР и Русия
Советската космонавтика достига първите си успехи в края на 50-те и началото на 60-те години. Русия е най-големият изпълнител на космически полети. Основните действащи космически ракети–носители са:
- Протон М –710 тона стартова маса
- Союз – 320 тона стартова маса

### САЩ
Космическата програма на САЩ се извършва от НАСА, създадена през 1958 година. Най-големият успех на космическата програма на САЩ е кацането на Луната с първия човек стъпил на лунната повърхност – Нийл Армстронг. Друг голям успех е създаването на космически кораб за многократно използване – космическата совалка.
- Спейс Шатъл–2045 тона стартова маса – кораб за многократно използване. Има 4 броя, консервирани и използвани като музейни експонати.
- Атлас 5– 330 до 550 тона

### Китай
Китай е третата страна в света след СССР и САЩ, която осъществява пилотиран космически полет самостоятелно. На 15 октомври 2003 година на собствена космическа ракета носител е изпратен първият китайски космонавт „тайконавт“ на кораба Шънджоу 5. Космическата програма на Китай е много амбициозна и включва космическа станция, полет до Луната и полет до Марс. Китай има различни разработки, но най-използвана е:
- Чан джън –345 тона стартова маса

### Европа
Космическата програма на Европа има важно място в пазара на търговски спътници със семейството ракети Ариана. Космическите програми на отделните страни в Европа се координират от Европейската космическа агенция (ЕКА).
Европа взема участие в строителството и използването на МКС със собствени, разработени за целта елементи. Модула Кълъмбъс е научна лаборатория, монтирана на 11 февруари 2008 година на МКС. Модула е доставен с космическа совалка на САЩ, поради което те притежават 49% от него.
Автономен товарен кораб (АТК) е напълно автономен безпилотен космически транспортен кораб, който се изстрелва с Ариана 5 и се скачва самостоятелно на МКС. Неговата главна задача е транспортирането на гориво, вода, материали за експерименти и поддръжка на МКС. След доставката транспортният кораб, натоварен с отпадъчни материали, изгаря в атмосферата на Земята. Предвидени са първоначално 5 до 7 полета. Освен сътрудничеството със САЩ и Русия, европейската програма разчита на две основни ракети носители:
- Ариана 5: 777тона стартова маса. Основна ракета носител за товарни кораби и изкуствени спътници
- Вега. Стартова маса 137 тона. Това е ракета носител, основно разработвана и произвеждана от Италия с 65% участие и още страни.

Има договорености за използване на руската ракета носител Союз 2, която да се изстрелва от Френска Гвиана

### Индия
Индия изпраща няколко спътника със собствана ракета носител.

### Израел
Израел през 1988 година извършва първо успешно изстрелване на ракета–носител Шавит.

### Япония
Япония също разработва свои ракети носители, спътници и автоматични междупланетни станции. Активно участва в работата на МКС.

### Други страни
Други страни с програми за развитие на собствена ракета носител са Бразилия, Украйна, Южна Корея, Казахстан, Пакистан и Мексико, Северна Корея.

### Частни програми
Първата успешно осъществявана частна програма за космически кораб е програмата на фирмата SpaceX, подпомагана от НАСА. Капсулата Дракон се изстрелва на борда на ракетата носител Фалкън-9. Първият полет на Дракон се състои на 8 декември 2010 година и завършва с успех. Капсулата е изстреляна тестово и след 3 часа и 20 минути каца успешно по план в Тихия океан. На 22 май 2012 година капсулата е изстреляна повторно и на 25 май се скачва със станцията МКС, което прави Дракон първия частен космически кораб, скачил се с орбиталния комплекс. Първият работен полет е осъществен на 8 октомври 2012 година, като два дена по-късно Дракон се скачва с МКС. Използваната ракета носител е:
- Фалкън-9– стартова маса 333 тона
- Фалкън Хеви е следващата разработка на фирмата със стартово тегло 1400 тона. Очаква се цената на килограм полезен товар, транспортиран до орбита да падне под 1000 долара за килограм.

## Продължителни космически полети
Много страни имат собствени програми за развитие на космическите полети. Някои от тях са свързани със задачи за изследването на Земята, но много от програмите за изследване са свързани с възможността за полети до Луната и планетите на Слънчевата система. Една от най-амбициозните и желана от човечеството цел е полет до Марс.

### Полет до Марс
При днешното състояние на космическата техника един космически полет до Марс при оптимални условия ще продължи около 250 дни в едната и толкова в обратна посока. При това трябва да се осигури една година престой там, докато Марс отново стигне до удобна за полет до Земята точка от траекторията си. Продължителността на този полет поставя много проблеми за решаване от изследователите.

#### Въздействие върху космонавтите
- Космически и слънчеви лъчения, които разрушават тъканите и специално ДНК на живите организми. Тези лъчения при продължителни въздействия увеличават риска от ракови заболявания. При слънчеви изригвания тези вредни въздействия се увеличават. За такива случаи е възможно изграждането на помещение, където екипажа да прекара времето на засилено излъчване от Слънцето. Изграждането на екрани около космическия кораб намаляват влиянието на тези лъчения. Такива могат да бъдат енергийни екрани, които обгръщат космическия кораб с плазма и защитават екипажа с магнитно поле[4].

- За най-голям медицински проблем се счита безтегловността. Причина е отслабването на мускулите, костите и обмяната на веществата. Човешкият организъм е напасван от еволюцията на условията на земното притегляне и магнитното поле и липсата им води до редица промени във функционирането му.

Най-дългият еднократен престой при тези условия в космически кораб е на руския космонавт Валери Поляков – над 437 дни. Най-дълго време в космоса е пребивал в рамките на пет отделни мисии руският космонавт Генадий Падалка – над 878 дни. Опитът от техните мисии и много други помагат за решаването на физиологичните проблеми на дългия престой в безтегловност.
- Психологическата страна на продължителни полети също трябва да се вземе предвид при определянето на състава на такъв екипаж. Има редица експерименти, провеждани на Земята, които трябва да определят проблемите на продължителен престой в затворено пространство на ограничен брой хора.

#### Техническа страна
Продължителен полет в космоса увеличава многократно опасността от повреда на важна живото–осигуряваща система от удар на микрометеорит. Тези миниобекти, които нормално изгарят бързо в атмосферата на Земята, могат да бъдат много опасни поради големите скорости в космоса.
Много трудно е извършването на едно прекъсване на полет или помощ от Земята при проблеми с полета. Причина е и в движението на Земята и Марс около Слънцето.

#### Осигуряване на жизнена среда
За периода на продължителен полет и на престой на Марс, трябва да бъдат осигурени храна, вода и кислород. На МКС те се осигуряват от редовни доставки на товарни кораби. Тези кораби се използват и за връщане на земята на някои материали или когато корабите не са предназначени за връщане, за отпадни материали. В този случай изгарят в атмосферата или падат в океана.
За целите на продължителен полет в космическия кораб трябва да се осигури пълно рециклиране и производство на хранителни продукти. Един такъв източник на кислород и космическа храна е космическата оранжерия.

### Използване на роботи
Като се имат предвид големите проблеми за осигуряване здравето и живота на космонавтите при продължителни космически полети, много учени предлагат като най-близка и изпълнима перспектива използването на роботи и роботизирани комплекси за завладяване на близките до Земята планети. Те са необходими за подготовка на бъдещи полети със събирането на максимално достоверна информация за условията на живот.

Един от тези управляван от земята космически обект е Марс Сайънс Лаборътори (МСЛ), космическа мисия на НАСА, с която на 6 август 2012 г. успешно се спуска марсохода Кюриосити в кратера Гейл на планета Марс.
 Кюриосити е голям колкото малък автомобил и тежи 900 килограма.
Основните му цели са да проучи доколко Марс е пригоден за живот, като изучава неговия климат и геология, и събира информация за бъдещ пилотируем полет до Марс. Кюриосити носи със себе си множество научни инструменти, които са създадени от международен научен екип.
Едновременно с тези роборизирани космически станции се разработват и роботи, които да подпомагат или заместват космонавтите в тяхната работа. Една такава разработка е робота Робонавт на НАСА и други оранизации.

### Нови разработки
Като възможно техническо решение за достигане на други планети е разработката на нов вид ракетно задвижване. Федералната космическа агенция(Роскосмос) е започнала разработката на нов ракетен двигател от ядрен тип. Евентуалното успешно разработване на такъв двигател ще даде над 20 пъти по-голям импулс на космическия кораб до Марс и оттам съкращаването на времето за полет до месец.

## Бъдещо развитие

### База на Луната
Създаването на база на Луната, обитавана постоянно е реално изпълнима цел в следващото десетилетие. Проблемите, които съществуват при полет до Марс са в голяма степен облекчени от наличието на малко спрямо земното, но налично притегляне, възможност за защита от метеорити, чрез използване на материали от лунната повърхност и много по-малко време за пътуване. Пейзажа и условията на Луната са много атрактивни и за космически туризъм.

### Колонизация на космоса
Колонизация на космоса – е концепция за живот на хората извън пределите на Земята. Това е основна тема на фантастиката, но в същото време дългосрочна перспектива на много национални програми за овладяване на космоса. Крайната цел е създаването на големи космически кораби, които могат да достигнат до други планети. Една идея е построяването на огромна тръба, подобно на гигантско колело в космоса, при въртенето на което да се създава изкуствена тежест и създадат всички нормални условия на живот на много хора. Там може да се създаде напълно балансирана екосистема, която да осигурява кислород, храна и приятна околна среда.

### Киборги и космос
Понятието киборг се появява в контекста на космическите полети. Учените Манфред Клайнс и Натан С. Клайн го използват за първи път в предложение за техническо напасване на човека към условията на живот в космоса. Като алтернатива, вместо създаване на подходящи условия в космическия кораб за изискванията на човешкия организъм предлагат промяна на човешкия организъм, която да е подходяща за космоса. . Изходен пункт за това предложение е естествената еволюция на човека и живите организми към новите условия на околната среда. При това с помощта на биохимични, физиологични и електронни модификации хората, трябва да се превърнат една саморегулираща се система човек-машина.